# 王傳拯
王传拯，《旧五代史》作王傅拯，五代十国杨吴、后唐、后晋将领，合肥人，《旧五代史》作吴江人。
父亲王绾，杨吴虔州百勝軍節度使。王传拯在吴睿帝杨溥麾下担任黑云右厢都指挥使，领本军驻守海州。吴国中书令徐知诰因为海州都指挥使王传拯有威名，得人心，这时团练使、海州刺史陈宣罢官归家，徐知诰许诺由王传拯代替他。接着把陈宣派遣回海州，而征召王传拯还归江都。王传拯发怒，以为是陈宣诋毁他。后唐长兴元年（930年）八月，王传拯率领部属到陈宣处辞行，借机杀死陈宣，焚州城，带领步众五千人投奔后唐。徐知诰免加王传拯的妻儿之罪。涟水制置使王岩领兵进入海州，便任用王岩为威卫大将军，主持海州政事。王传拯的叔叔王舆为光州刺史。王传拯派人拿着他的信秘密来到光州找王舆，王舆拘留来使，上报杨溥，因此要求罢官还家，徐知诰任用王舆为控鹤都虞候。唐明宗任命王传拯为金紫光禄大夫、检校司徒、曹州刺史，改为濮州刺史。清泰年间，转任为贝州防御使，秩满，范延光叛乱，率兵要挟王传拯入魏城，但是怀疑他而没有任用。范延光归降，石敬瑭授王传拯为诸卫将军，出为宁州刺史。境内连接蕃部，之前弊政突出，王传拯到任，除去弊政数十件，百姓称便。数月后，改为虢州刺史。离宁州之日，衙门聚集数千人，拆毁桥梁遮闭道路来挽留他。到达虢州，为政清净，百姓爱戴他如同宁州。开运年间，担任武州刺史，到任后回到洛阳，得病去世。王传拯家中本多财，喜好宾客，历任数州，不经营产业，去世前，已经很贫困了。